# Ashley Barton
Spider-Bitch (Ashley Barton) es un personaje que aparece en los cómics estadounidenses publicados por Marvel Comics. Creada por Mark Millar y Steve McNiven, el personaje apareció por primera vez en Wolverine #67 (septiembre de 2008). Ella es la hija separada de la hija menor de Peter Parker/Spider-Man, Tonya, y Clint Barton/Hawkeye, y la hijastra del esposo de Tonya, Ultron 8, del futuro alternativo de la Tierra-807128/21923, en el que los supervillanos derrocaron a los tres superhéroes, décadas antes.Al no tener superpoderes, después de ser salvada de la ejecución por su padre separado y el Viejo Logan en la historia del Viejo Logan de 2008, Spider-Bitch mata al actual Kingpin del Crimen, sucediéndolo como Kingpin de Wastelands, revelando su verdadera naturaleza malvada, antes, intentando sin éxito matar a su padre y a Logan.
Aunque generalmente se la retrata como una supervillana, Spider-Bitch también ha sido representado ocasionalmente como una antiheroína en conflicto. En la historia de "Spider-Verse" de 2014-15, ambientada después del Viejo Logan, Spider-Bitch se encuentra entre los primeros reclutados para un movimiento de resistencia contra el consumo de Spider-People por parte de los Herederos en todo el Spider-Verse por parte del Superior Spider-Man, Otto Octavius, con el fin de idear un plan para matarlos a todos; Después del conflicto, Spider-Bitch continúa explorando el multiverso, ayudando a varios equipos de Spider-People mientras canaliza recursos de regreso a su dimensión de origen hasta la historia de Spider-Geddon de 2018 y la miniserie Spider-Force, después de lo cual regresa a su realidad, habiendo pasado siete años, y reclama su trono de manos de Taskmaster en la historia de 2019, Viejo Quill continuando con sus planes de conquistar el mundo.
Al recibir una recepción crítica generalmente positiva, el personaje se adaptó a la serie de podcasts de radiodrama de 2021 Marvel's Wastelanders como Ash Morse / Rey Zemo, con la voz de Sasha Lane, e hizo su debut cinematográfico en el largometraje de 2023 Spider-Man: Across the Spider-Verse, conocida como Ashley / Spider-Kingpin, miembro de la Spider-Society de Miguel O'Hara.

## Historial de publicaciones
Creada por Mark Millar y Steve McNiven, Spider-Bitch apareció por primera vez en Wolverine Vol. 3 # 67 (septiembre de 2008) antes de hacer apariciones completas en los dos números siguientes en octubre y noviembre.Debido a las historias orientadas a los niños de las apariciones iniciales del personaje después de Viejo Logan, se la conoce alternativamente como "Spider-Woman" o "Spider-Girl" debido a la censura en las descripciones de los cuadros de texto, refiriéndose a ella misma como "el Spider-B****" en diálogo.
Es un personaje secundario en la serie de eventos Spider-Verse (noviembre de 2014 a febrero de 2015), Spider-Geddon (octubre a diciembre de 2018) y Old Man Quill (febrero a diciembre de 2019), y una menor personaje de Old Man Hawkeye (febrero-diciembre de 2018).En diciembre de 2021, después de enterarse de la existencia del personaje, la ex escritora de Marvel Comics Sina Grace anunció en Twitter que planeaba presentar una serie en solitario de Spider-Bitch a Marvel,titulada provisionalmente Web of Spider-Bitch.

## Biografía ficticia

### Viejo Logan
En el futuro de Viejo Logan, treinta años después de que los supervillanos derrocaran a los superhéroes, el personaje principal y el ahora ciego Clint Barton/Hawkeye están de paso por Hammer Falls, Nevada, después de que Clint contratara a Logan como protección mientras entregaba un envío a través del país cuando la pareja es recibida por Ultron Ocho, el actual esposo de la tercera exesposa de Clint, Tonya (la hija menor de Peter Parker/Spider-Man) y padrastro de su hija Ashley, de 22 años, a quienes Clint había dejado cuando tenía tres meses y desde entonces había tenido contacto limitado. Suponiendo que Clint está allí debido a una carta que Tonya le había enviado, Ultrón se sorprende al saber que no la ha recibido y lo dirige hacia Tonya, quien le informa a Clint que Ashley y sus amigos, aparentemente inspirados en las historias de Clint y su abuelo, había formado un súper equipo y se había ido al norte, a Salt Lake City, Utah, para acabar con el actual Kingpin del Crimen (la encarnación de Michael Clarke Duncan de Daredevil), antes de ser capturado y ejecutado públicamente a la mañana siguiente; se muestra que Ashley está en una celda de prisión vestida con un disfraz similar al de la fallecida Spider-Woman y su tía Mayday Parker/Spider-Girl.Sorprendido, "nunca había catalogado a Ashley como del tipo superhéroe", diciéndole a Tonya que había tenido la impresión de que ella era un "tipo malvado y rudo [que] nunca parecía especialmente altruista" por los pocos encuentros que había tenido con ella. No obstante, Clint acepta rescatarla y duplica el salario de Logan para convencerlo de que lo ayude a rescatarla. Mientras está en camino, pasando por Cedar City, Clint le dice a Logan que, aunque está sorprendido, está "muy orgulloso" de su hija; mientras tanto, en el estadio Rice-Eccles de Salt Lake City (ahora Fisk Lake City), Kingpin alimenta a los demás miembros del equipo de Ashley, sucesores de Daredevil y Punisher, con utahraptors mientras se jacta de haber matado a Magneto durante su ascenso al poder mientras la pareja ruega saber qué le habían hecho a Ashley. En otra parte, en su celda dentro de un Walmart convertido en prisión personalizado, Ashley, conocida como "Spider-Bitch", se sienta en silencio mientras algunos de sus guardias se burlan del concepto de superhéroes, antes de que Clint y Logan estrellen su Spider-Mobile contra la pared de La prisión. Diciendo "Ese será papá". Al escuchar el choque, Ashley observa cómo su padre masacra a los guardias antes de decirle exactamente en qué parte de la pared está el panel de control de su celda para poder abrirlo y dispararle con una flecha. Cuando Kingpin entra a la habitación para ver cuál es la conmoción, Ashley recién liberada lo decapita inmediatamente blandiendo la punta de una escopeta en su cuello, antes de tirar al suelo a un sorprendido Clint: Ashley explica que ella y su equipo llegaron al área del lugar no como superhéroes, sino como supervillanos, con la intención de tomar el control del Cuartel de Kingpin (anteriormente Las Vegas) matándolo, de la misma manera que el propio Kingpin había asumido el cargo de dictador al matar a Magneto. Mientras se prepara para matar a golpes a su padre,Ashley le dice que lo está "haciendo porque quiero", antes de que Logan, habiendo presenciado las acciones de Ashley, se estrelle contra el tragaluz del Spider-Mobile y rescate a Clint. Mirando al dúo que escapa, Ashley ordena a un segmento de su nuevo ejército que los persiga, antes de tomar el lugar que le corresponde en su trono como Spider-Bitch, la Kingpin de Wastelands.Mientras bebía en un bar al día siguiente, Clint se arrepiente de no haber estado involucrado en la vida de su hija, recordando el día en que nació y cómo ella fue lo primero que vio;Estos acontecimientos también son presenciados por una Eva Bell desplazada en el tiempo.

### Borde del Spider-Verse y Spider-Verse
Alternativamente conocida como "Spider-Woman" y "Spider-Girl" debido a la censura en las descripciones de los cuadros de texto (aunque se refiere a sí misma como "Spider-B****" en el diálogo),e indicado que ahora usará el apellido de su padre como Ashley Barton, Spider-Bitch regresa en Spider-Verse como una de las primeras reclutadas para el Spider-Army de Otto Octavius, el Superior Spider-Man, después de que él la salva de ser consumida por Karn,uniéndose a él para reclutar a otros Spider-People de todo el multiverso para su causa, conociendo varias variantes de su abuelo y su familia, entre otros.Después de someter y capturar a Karn, Spider-Bitch se encuentra entre los que presionan para matarlo de inmediato, solo para que él revele que no es más que uno de una familia de Herederos impulsados a consumir Spider-Totums y escapa de sus ataduras, preparándose para consumir dos de sus números antes de que dos de sus hermanos aparezcan para hacerlo; El trío finalmente comienza a luchar entre sí, lo que permite que Spider-Army escape a su base en 2099. Después de enviar al resto del Spider-Army a investigar a Karn y sus hermanos, Otto se lleva a Spider-Bitch y Black-Ops Spider-Man a un lado para discutir su perspectiva compartida como "asesinos" que han visto "Brutalidad. Devastación. Oscuridad". y si están dispuestos a "enfrentar el verdadero mal" y potencialmente cometer genocidio contra los Herederos. Después de una pausa, el trío está de acuerdo, con Spider-Bitch, reconociendo a Otto como "jefe", afirmando que "si vamos a sobrevivir a esto, haremos lo que tengamos que hacer. Les guste o no a los demás".Durante los siguientes meses, después de defenderse de varios ataques más de Herederos, matando a varios de ellos,y al enterarse de que Karn puede volverse hacia su causa, siendo un Heredero reacio que no disfrutaba de sus abrumadores impulsos biológicos de consumir Spider-Totems, desterrado de regresar a casa durante eones, Spider-Bitch acuerda con un segmento del Spider-Army para prestarle a Karn algo de su fuerza vital antes de reclutarlo con éxito para luchar y encarcelar a su familia.

### Deadpool: ¿Demasiado pronto?
En el Infinite Comic Deadpool: ¿Demasiado pronto?, mientras investiga a un asesino que ha estado matando a varios superhéroes "tontos" en todo el multiverso, Deadpool busca proteger a Spider-Ham y lo sigue hasta Central Park, donde interrumpe un juego de béisbol en curso entre los Amazing Arachnids (un equipo de Spider-People de todo Spider-Verse) y los Seething Snikters (un equipo de variantes de Wolverine, sus clones y sus hijos). Al darse cuenta de Deadpool, una Spider-Bitch participante pregunta qué está haciendo allí y por qué interrumpió el juego, antes de unirse a los otros Spider-People y Wolverines para perseguirlo fuera del parque.

### Viejo Hawkeye
En la serie precuela Old Man Hawkeye (enero-diciembre de 2018), ambientada cinco años antes de Old Man Logan, después de enterarse de que su glaucoma lo dejará completamente ciego en cuestión de semanas, Clint visita a un joven de 17 años, Ashley en Hammer Falls, Nevada para poder verla con sus propios ojos por última vez; después de que Clint nota que tiene un póster de él joven como Hawkeye en la pared (junto con carteles de su abuelo Spider-Man y Kingpin), Ashley hace referencia a que él aparece de manera atípica cada cinco años para verla. Al escuchar de Tonya que Ashley se había metido recientemente en problemas por pelear, Clint inicialmente se enorgullece de saber que ella había golpeado a un matón que a su vez había estado "golpeando a uno de los niños gordos" y robándole el dinero, solo para descubrir que ella Los había golpeado a ambos debido a que el "niño gordo" le había estado pagando por protección, y ella se sintió insultada por la "falta de respeto" que él había mostrado al ocultarle dinero. Ashley descarta los intentos de su padre de tener una pequeña charla y le pregunta a Clint por qué está realmente allí. Después de que ella desprecia su vaga respuesta, Clint deja a Ashley en paz y se va para cumplir su venganza con los Thunderbolts antes de que quede completamente ciego.Unos días más tarde, Mariscal Bullseye, siguiendo los asesinatos posteriores de Clint, visita Hammer Falls y le pregunta a Ashley sobre Clint (de quien sospecha con razón que está detrás de los asesinatos) afuera del garaje de su madre. Después de enterarse de que Clint en realidad no vive allí, solo viene "una vez cada pocos años cuando se siente culpable por haber dejado embarazada a mi madre", el mariscal Bullseye nota la falta de miedo de Ashley con respecto a su apariencia, incluso después de sacar un sai en frente de ella; Ashley hace referencia a haber matado al último hombre que le puso un cuchillo en la cara. Impresionado y recibiendo noticias de un nuevo "ataque por parte de un agresor con un arco", el mariscal Bullseye le dice a Ashley ("pequeña dama") que le dará saludos a Clint cuando lo vea.Más tarde, mientras visita el Mundo Asesino de  Arcade, Nevada para matar a Atlas, Clint se encuentra brevemente con una anciana Ruth "Vendas" Aldine, quien ve el "camino sangriento" en el que se encuentra, "eligiendo vivir para vengarse", en particular el futuro de Ashley como Spider-Bitch cinco años en el futuro, su intento de matarlo y su propia muerte días después, aunque solo aludiendo vagamente a ella y dando forma a imágenes de ella, Clint y Logan a partir del humo.

### Spider-Geddon y Spider-Force
En el evento de cómics de 2018 Spider-Geddon y la miniserie derivada Spider-Force,Spider-Bitch recluta a Spider-Kid, un Petey Parker de 13 años, a quien apoda "Abuelo", para su gran molestia, para obtener su ayuda para evitar que Otto (ahora el Superior Octopus) permita, sin saberlo y sin saberlo, que los Herederos se clonen nuevos cuerpos,luego de su escape anterior de su planeta prisión radiactivo, lo que les permitió lanzar su ataque al Spider-Verse nuevamente.Después de no poder detener a Otto, quien está horrorizado por lo que ha hecho y regresa al manto del Superior Spider-Man mientras intenta redimirse; Mientras tanto, Spider-Bitch, Jessica Drew, Kaine Parker, Astro-Spider y Spider-Kid forman una "Spider-Force" para viajar a la antigua prisión de los Herederos en una misión suicida (usando trajes de materiales peligrosos) para destruir el cristal abandonado que contiene el alma del padre de los Herederos, Solus, el Heredero más poderoso de todos para evitar su resurrección también, entrando en conflicto con John Jameson de ese universo.Jameson, que se revela como un telépata, lee la mente de Spider-Force para poder confiar en ellos: mientras lo hace, se vislumbra la infancia de Ashley Barton: matando a los ejecutores del Kingpin original con una moto de cross y robando cartones de leche para su comunidad. Después de dirigirse a una estación espacial que orbita el planeta, Ashley comparte un momento de vulnerabilidad con Petey después de haber sido "tocada" brevemente por la heredera Verna: Ashley recuerda haber estado sentada en las rodillas de Peter de su realidad cuando era un bebé, poco antes de su muerte, antes de crecer en un páramo de mentiras, abandono y abuso.Después de casi ser asesinado por Verna, el dúo escapa en una cápsula de escape antes de, sin saberlo, entregar el cristal Solus a los Herederos a través de Jessica.Después de que Solus resucita, Gwen Stacy/Spider-Gwen lidera el nuevo Spider-Army, incluida Ashley que regresa como Spider-Bitch contra los Herederos, junto con un Miles Morales potenciado por el Capitán Universo, y con los Herederos debilitados gracias a un plan de Otto y Ben Reilly, Spider-Army puede lograr la victoria, uniendo a los Herederos (excepto Morlun) en su lugar antes de transferir sus conciencias a los cuerpos clonados de bebés y eliminar su hambre por Spider-Totems, reciclando verdaderamente sus almas. Spider-Verse finalmente en paz, Spider-Bitch regresa a su realidad para retomar su papel de Kingpin de Wastelands, contemplando su propósito en el mundo.

### Viejo Quill
En Old Man Quill, después de regresar a Wastelands y descubrir que habían pasado siete años (desde Old Man Logan),y que el 
Emperador Doom se había apoderado de sus tierras mientras ella luchaba contra los Herederos y viajaba por el multiverso,Spider-Bitch es capturada por sus fuerzas y obligada a luchar regularmente en combates de gladiadores en el Rice–Eccles Stadium durante los meses siguientes, y Doom nombra a Taskmaster en su lugar. Después de encontrarse con un anciano Peter Quill varado junto a ella en la arena (que está alucinando a los fallecidos Guardianes de la Galaxia hablando con él y a Rocket Raccoon coqueteando con ella), Spider-Bitch se sorprende al saber que no se enfrentará a sus oponentes habituales en combate, sino un Fin Fang Foom controlado mentalmente.Después de presenciar a Spider-Bitch empujar a un prisionero vestido como el Capitán América hacia un guardia para robar la lanza de este último, matándolos a ambos, antes de proceder a atacar los tobillos de Foom, Quill le pide a Spider-Bitch que le dé una "Bola Rápida Especial", arrojándolo a uno de los drones que rodean la arena para apoderarse de ella y usarlo para liberar a Foom, quien comienza a incinerar a la audiencia. Dirigiéndose a Taskmaster, Spider-Bitch se burla de su edad y competencia antes de golpearlo varias veces en la cara. Después de indicarle a Quill dónde encontrar el Nulificador Supremo, una reliquia en las ruinas del Edificio Baxter en Nueva York que está buscando, Spider-Bitch retoma su papel como Kingpin de Wastelands, supervisando las peleas de gladiadores mientras su asistente se encarga de que ella mira a Taskmaster enfrentarse a su recién capturado Tyrannosaurus rex infundido con  Venom.Algún tiempo después, después de que sus hombres descubren que un ejército de Doombots viene en su dirección, Spider-Bitch prepara un discurso para su gente para inspirarlos a luchar y morir en su nombre para proteger "lo que es mío". Luego de que uno de sus asistentes informa que seguramente todos serán asesinados en el momento en que los Doombots lleguen a la ciudad según la velocidad a la que se mueven, Spider-Bitch le pide que "muestre un poco de coraje"; después de ver a los Doombots pasar sobre la ciudad, Spider-Bitch se sorprende de que ella no fuera su objetivo previsto.Más tarde aún, mientras está sentada en su trono y sosteniendo una calavera en sus manos, Spider-Bitch se siente insultada cuando sus canales de televisión son reemplazados por una transmisión de Doom y Madame Máscara sobre la ejecución prevista de Quill, que es interrumpida por Galactus, a quien Quill luego mata.

### Web of Spider-Bitch
En diciembre de 2021, después de enterarse de la existencia del personaje, la ex escritora de Marvel Comics Sina Grace anunció en Twitter que planeaba presentar una serie en solitario de Spider-Bitch a Marvel, titulada provisionalmente Web of Spider-Bitch.

## Poderes y habilidades
A pesar de su vestimenta y de ser considerada un Spider-Totem por los Herederos y la Red de la Vida y el Destino, Spider-Bitch aparentemente no tiene los poderes de su abuelo Spider-Man (la capacidad de adherirse a superficies y un sentido de araña) que les advierte del peligro), aunque, sin embargo, muestra una fuerza, velocidad y agilidad que le permiten enfrentarse cara a cara con sobrehumanos, adquiridos a través de entrenamiento y ejercicios vigorosos.Al no expresar ningún interés en relaciones románticas de ningún tipo, Spider-Bitch busca la dominación mundial y la independencia de la supervisión del Doctor Doom a lo largo de Viejo Quill, ajeno a su falta de interés en sus acciones.

## Recepción

### Elogios
- En 2017, Gizmodo clasificó a Ashley Barton en el puesto 17 en su lista de las "Mujeres Araña más grandes de todos los tiempos".[41]
- En 2020, Comic Book Resources clasificó a Ashley Barton en el octavo lugar en su lista "Spider-Woman: 10 personajes más poderosos que llevan el nombre".[42]
- En 2021, IGN incluyó a Ashley Barton en su lista de "10 variantes de Spider-Man que deberían aparecer en Spider-Man: Across the Spider-Verse".[43]

## Otras versiones

### Borde del Venomverso
Quince años después de los eventos del Viejo Logan, Spider-Bitch (representada como blanca debido a un error de impresión) finalmente localiza a Logan (su escape es la única "marca negra en [su] reputación" como Kingpin de Wastelands) con el asistencia de Bruce Banner Junior y Warren Worthington III, cada uno ayudándola respectivamente después de enterarse de que Logan fue responsable de la muerte de su familia biológica y compañeros de equipo, respectivamente. Después de que Warren noquee a Logan, Spider-Bitch lo ata con lanzadores de telarañas que adquirió del cadáver de su abuelo para que el trío pueda burlarse de ellos, antes de liberar un Tyrannosaurus rex infundido con Venom para comérselo vivo, manteniéndolos a raya con látigos de telaraña. Después de que Logan se libera brevemente usando sus garras, Spider-Bitch las vuelve a unir, solo para que Logan aproveche su falta de Spider-Sense y use el impulso de sus redes para levantarla en el aire hacia las fauces del Tyrannosaurus, matándola.

### Deadpool vuelve a matar al Universo Marvel
En Deadpool vuelve a matar al Universo Marvel, mientras Deadpool con el cerebro lavado decapita a Miles Morales mientras volaba en el planeador del Duende Verde, vestido como Spider-Man, se ve a sí mismo como un "Spider-Man y Deadpool compuestos" que termina en "La saga del Spider-Verse Clone Conspiracy" matando a múltiples Spider-People, incluida Spider-Bitch, y "¡poniendo fin a este caos arácnido!".

## En otros medios

### Película
Ashley Barton, conocida como "Spider-Kingpin", aparece en la película de 2023 Spider-Man: Across the Spider-Verse como miembro de la Spider-Society de Miguel O'Hara.

### Videojuegos
- Spider-Bitch hace un cameo en Spider-Man: Shattered Dimensions.
- Spider-Bitch, conocida como "Spider-Girl", aparece como un personaje jugable desbloqueable en Spider-Man Unlimited.[46]

### Varios
Ashley Barton aparece en Marvel's Wastelanders: Hawkeye, con la voz de Sasha Lane. Esta versión, también conocida como Ash Morse, Ash Barton y Natasha Cassandra "'Ash" Barton-Morse (de soltera Bishop-Jones), es la hija biológica sin superpoderes de 17 años de Kate Bishop y Jason Jones, quienes Bishop quedó al cuidado de Clint Barton y Bobbi Morse luego de la muerte repentina de Jason. Mientras se postula para presidente del gobierno estudiantil en la escuela secundaria en una plataforma dedicada a criticar el Reino de Zemo, en el que vive, su mejor amigo y guardaespaldas Max sufre una sobredosis de una droga llamada "Hype" que otorga a sus consumidores superpoderes y explota, aparentemente muriendo en el proceso. Ash, jurando venganza, descubre que las drogas provienen del Brotherhood Travelling Circus, Carnival y Ringmaster's Road Show y recluta a Clint, que trabaja con ellos, para que la ayude a encontrar al distribuidor de las drogas y matarlos. En el camino, Ash se reúne con Kate e intenta matar al proveedor de Max, Frederick Dukes, Junior, solo para descubrir que había sido manipulado por Ringmaster y que Max está vivo, ya que se teletransportó a un lugar seguro después de la explosión y se escondió en el bosque vecino. circo. Al reunirse con Max, Ash comienza a cuestionar su deseo de venganza y el camino que le traerá en la vida.Algún tiempo después, Ash se convierte en el nuevo Rey Zemo, uno de los Siete Dictadores de Wastelands, cuando su predecesor, Herman Zemo, deja vacante el puesto después de pasar una década haciéndose pasar por su padre Helmut.

### Mercancía
Ashley Barton / Spider-Bitch recibió una figura de la línea Marvel Legends de Hasbro.